# Straż Celna

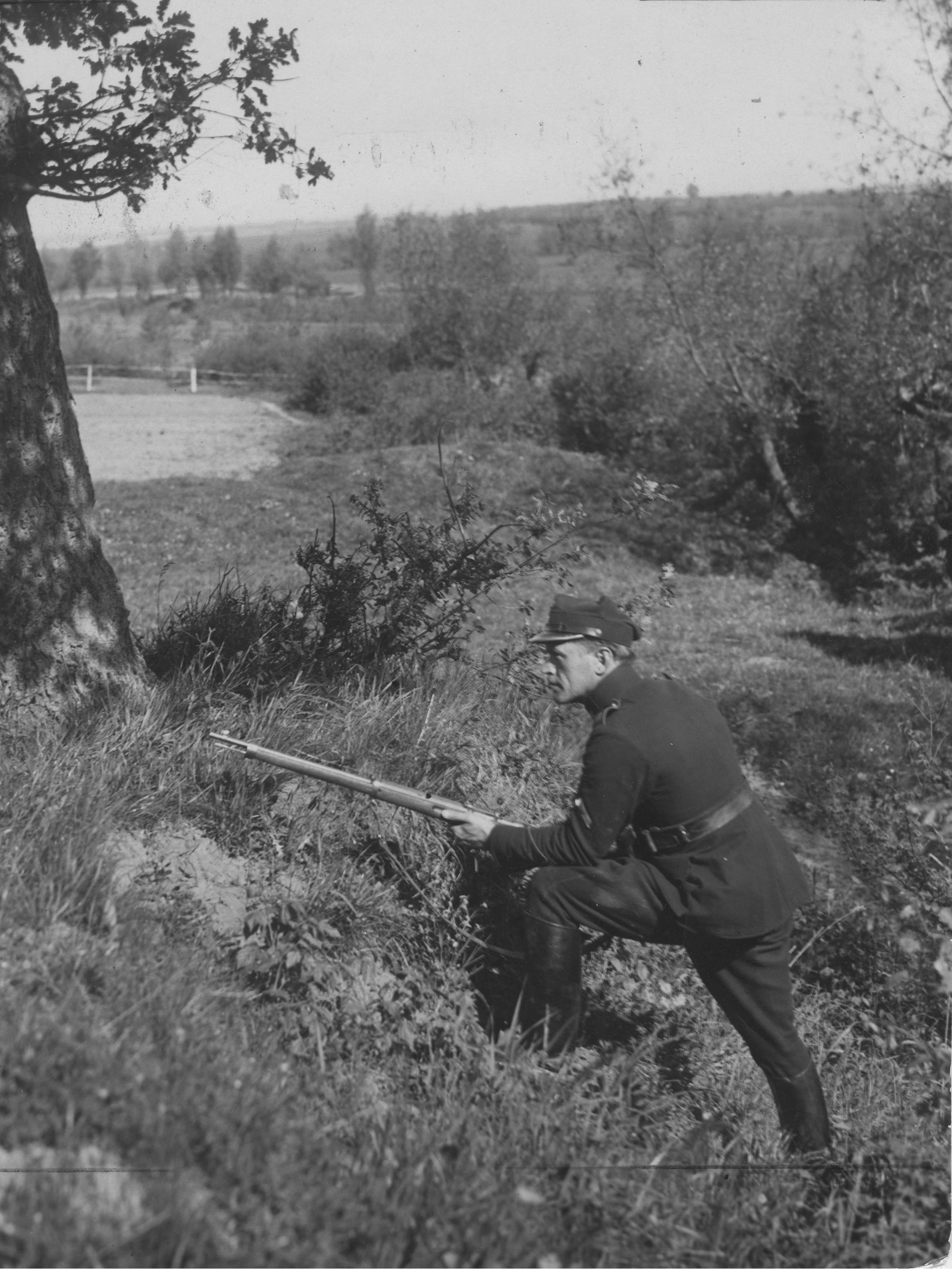
Funkcjonariusz Straży Celnej na patrolu

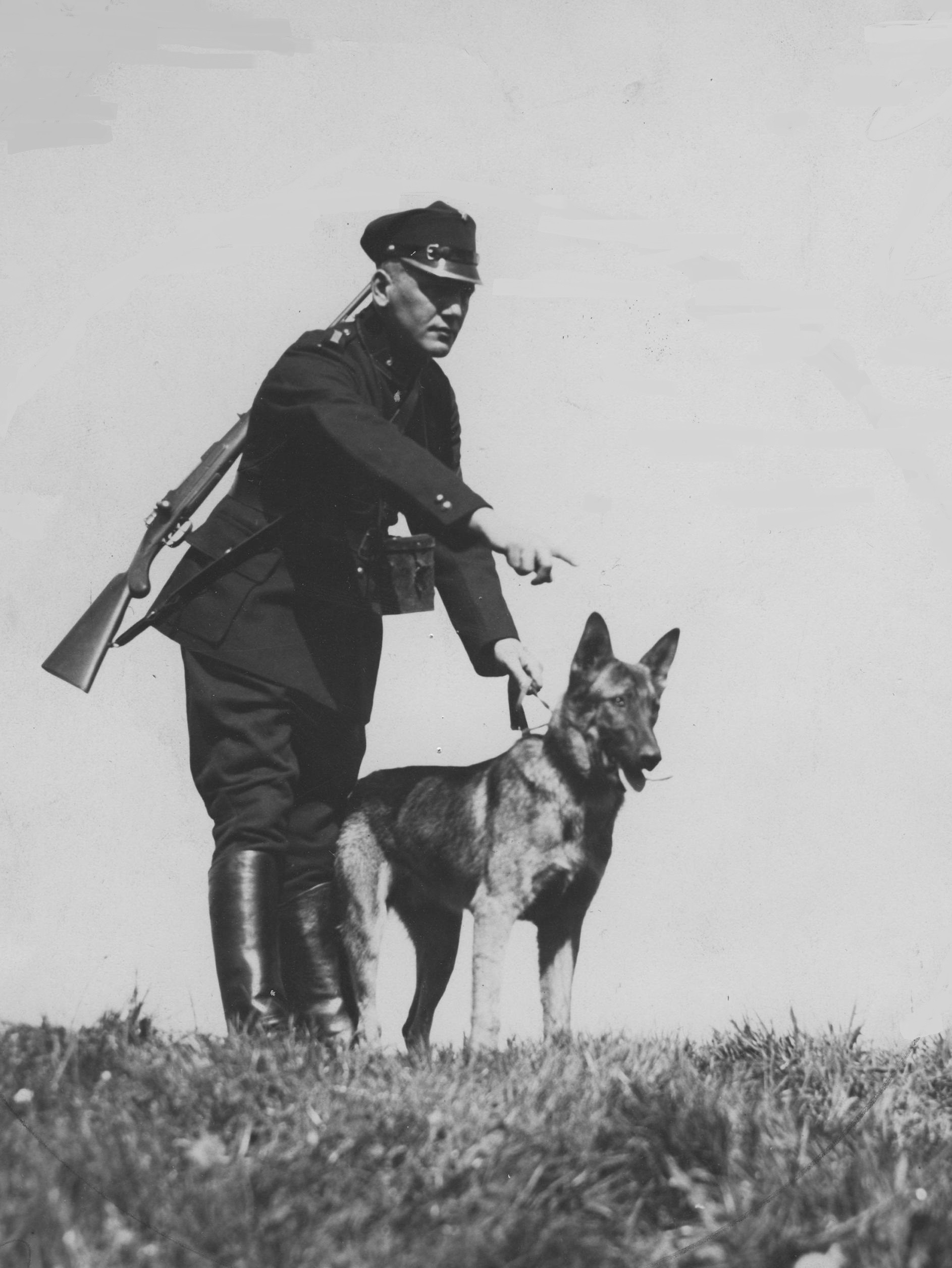
Funkcjonariusz Straży Celnej na patrolu z psem

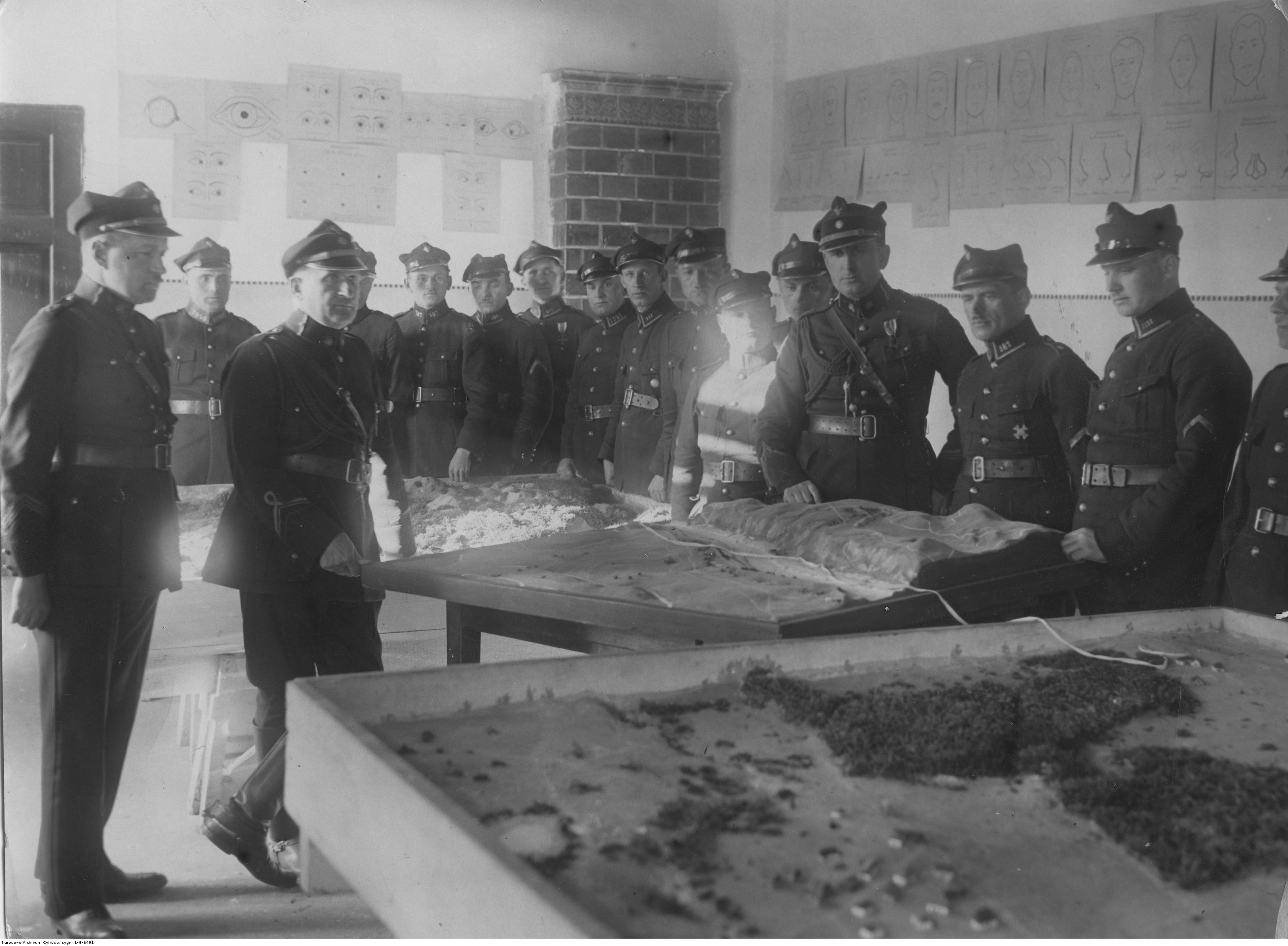
Centralna Szkoła Straży Celnej w Górze Kalwarii – sala wykładowa

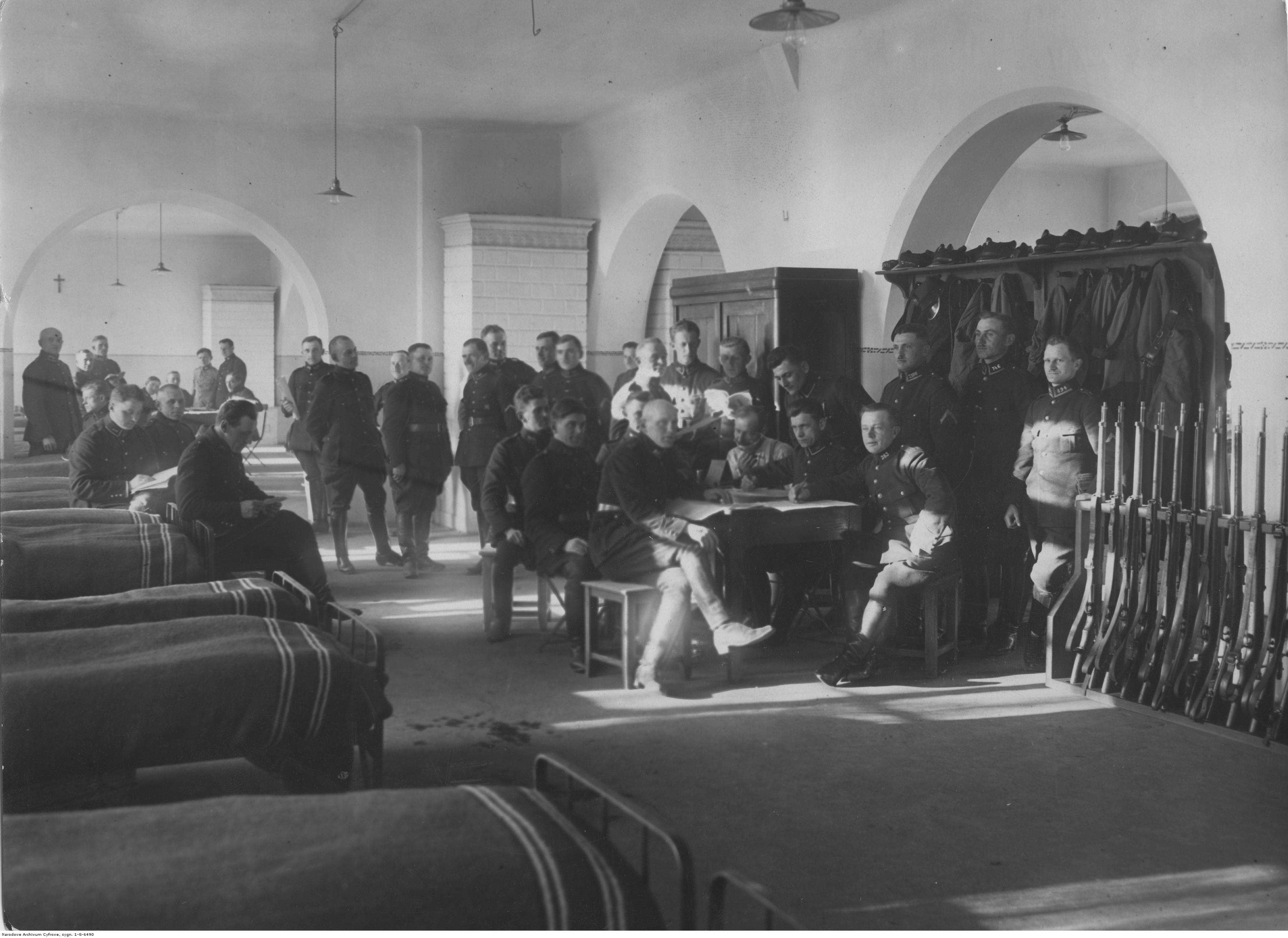
Centralna Szkoła Straży Celnej w Górze Kalwarii

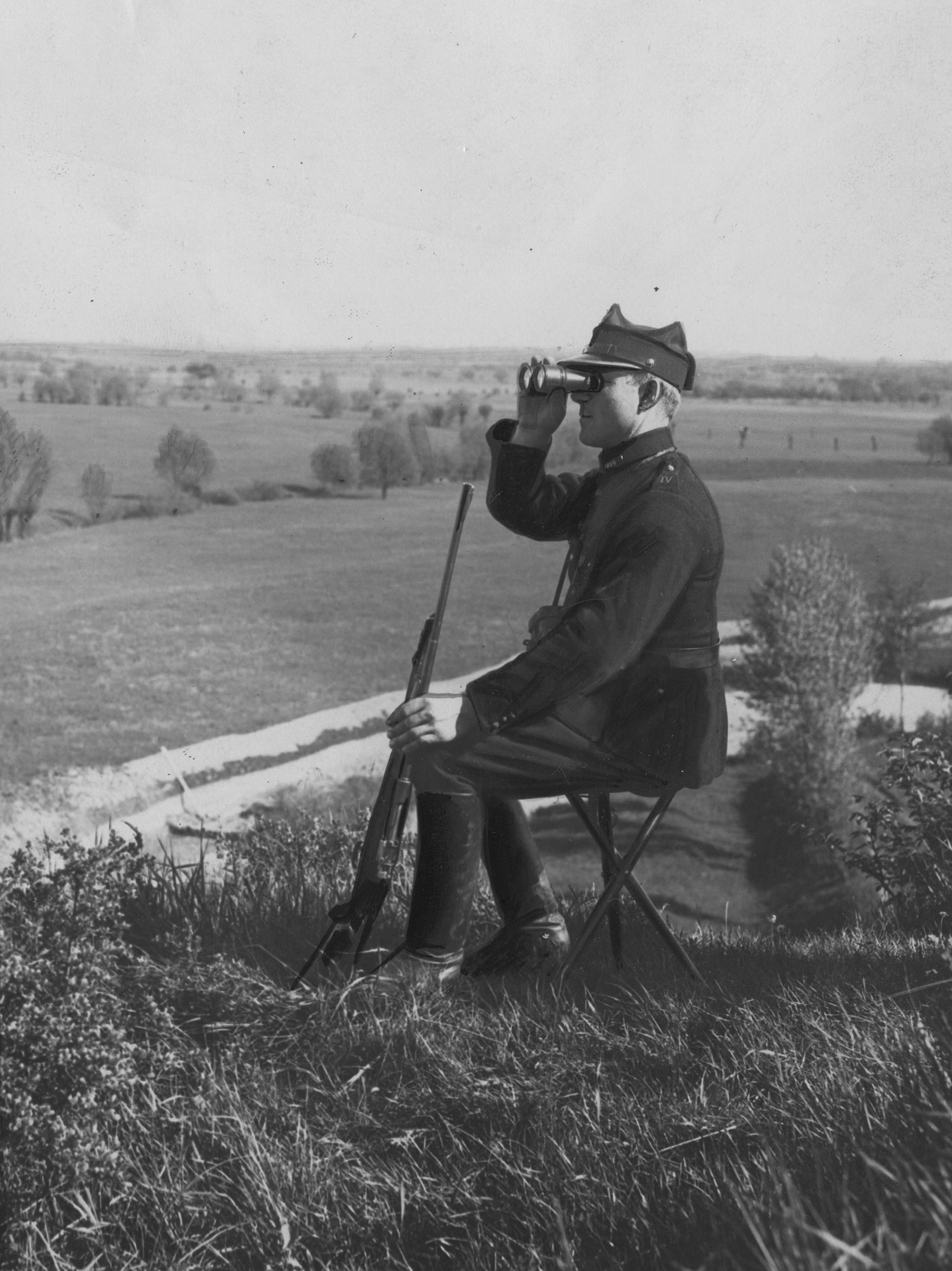
Funkcjonariusz Straży Celnej

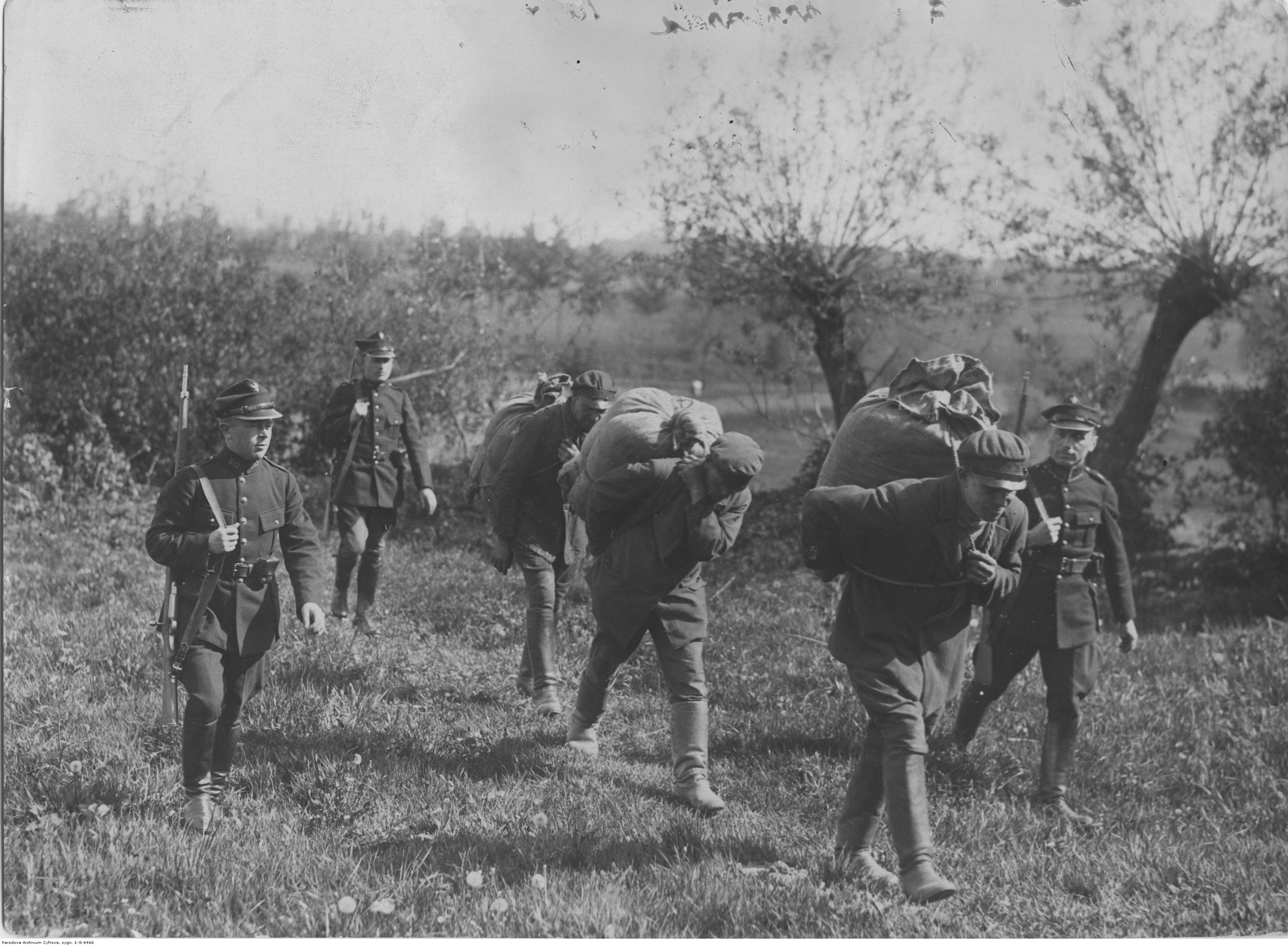
Funkcjonariusze Straży Celnej i przemytnicy tytoniu

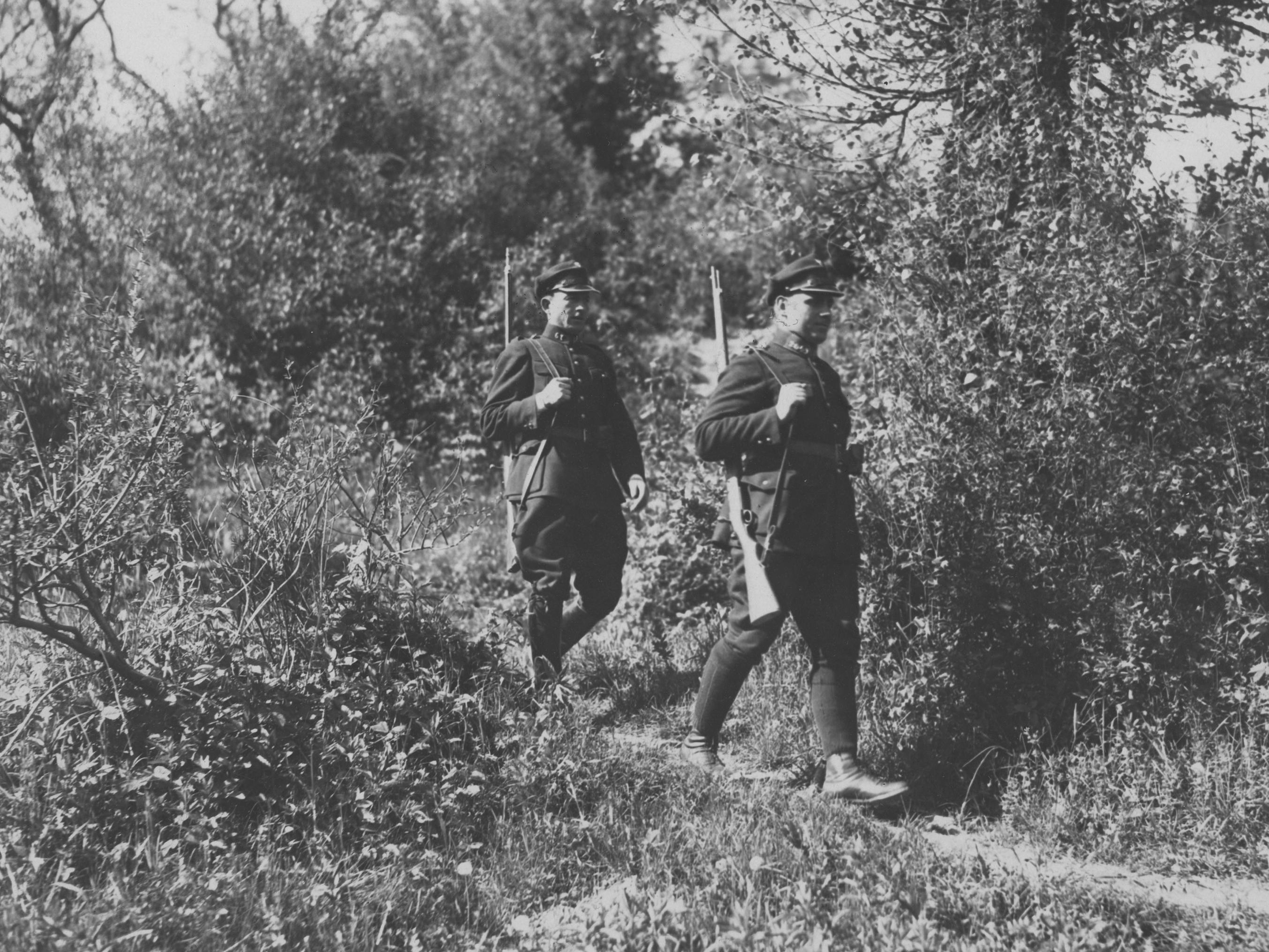
Funkcjonariusze Straży Celnej na patrolu

Straż Celna – formacja graniczna II Rzeczypospolitej pełniąca służbę na granicy z Niemcami, Czechosłowacją i z Rumunią w latach 1922–1928.
Straż Celna została powołana na wniosek Ministerstwa Skarbu uchwałą z 10 marca 1920, a utworzona 1 kwietnia 1921. Proces tworzenia korpusu Straży Celnej trwał do końca 1922 roku.
Podstawowymi ogniwami organizacji Straży Celnej były: inspektoraty Straży Celnej, których odcinek nie powinien wykraczać poza obszar województwa, komisariaty Straży Celnej z obszarem w granicach powiatu, placówki Straży Celnej. Do kierowania i nadzoru nad Strażą Celną ustanowiono urząd Naczelnego Inspektora Straży Celnej.
Wyposażenie Straży było bardzo słabe i niewystarczające do postawionych przed nią zadań. Straż była uzbrojona w około 13 typów karabinów z okresu I wojny światowej i dysponowano do niej starą i zleżałą amunicją. Łączność przewodowa prawie nie istniała, w związku z czym wspólna akcja kilku organów była wręcz niemożliwa. Podstawowymi środkami transportu były wozy i bryczki konne.
Straż Celna istniała do 2 kwietnia 1928, jednak jej zadania już od 22 marca 1928 zaczęła przejmować nowo utworzona Straż Graniczna.

## System celno-skarbowy początków II Rzeczypospolitej
W listopadzie 1918 roku Ministerstwo Skarbu rządu Józefa Swieżyńskiego przystąpiło do organizacji służby celno-skarbowej. W miarę wyzwalania i obejmowania ziem polskich zaczęto tworzyć okręgowe i powiatowe Izby Skarbowe. Utworzono w nich komórki celne powierzając im ochronę celną granic państwa. W czasie gdy trwały przygotowania do przejęcia granic przez resort Ministerstwa Skarbu, nastąpiła równocześnie reorganizacja w dotychczasowym systemie celno-skarbowym.
W połowie 1920 roku powołano w Ministerstwie Skarbu departament ceł i przystąpiono do organizacji okręgowych dyrekcji ceł. Przejmowały one rolę istniejących przy okręgowych Izbach Skarbowych komórek celnych. Po wyodrębnieniu i uniezależnieniu od kompetencji Izb Skarbowych urzędy celne zyskały rangę w państwie. Organizacja okręgowych dyrekcji ceł trwała do końca 1922 roku.
W sumie na terenie kraju powstało pięć okręgowych dyrekcji ceł i jedna dyrekcja w Gdańsku. Pierwsza powstała w lipcu 1920 roku w Gdańsku, w połowie 1921 roku utworzono dyrekcję w Poznaniu, a po przejęciu 16 czerwca 1922 roku Śląska, wydano ustawę o utworzeniu Okręgowej Dyrekcji Ceł w Mysłowicach. Rozporządzeniem Rady Ministrów z 11 października 1922 roku powołano dyrekcje ceł w Warszawie, Wilnie i we Lwowie.
Podział kraju między dyrekcje celne opierał się na granicach z okresu zaborów. W byłym zaborze rosyjskim utworzono dwie dyrekcje ceł, w zaborze pruskim także dwie, w zaborze austriackim jedną. Każda dyrekcja ceł dysponowała czterema wydziałami: administracyjnym, postępowania celnego, rachunkowości i kontroli fachowej. Za sprawy służby granicznej odpowiedzialny był wydział administracyjny, a za sprawy postępowania celnego wydział celny. Władzami celnymi pierwszej instancji były tworzone głównie wzdłuż granic państwa, urzędy celne. Ich liczba nie była stała i wahała się od 220 do 260 urzędów.

## Formowanie Straży Celnej
Przygotowania do utworzenia Straży Celnej rozpoczęły się w początkach 1920 roku. 10 marca Rada Ministrów podjęła uchwałę, której punkt pierwszy brzmiał:

Poleca się Ministrowi Skarbu rozpocząć niezwłocznie przygotowania do utworzenia stałej Straży Celnej zorganizowanej i wyszkolonej na sposób wojskowy, która w miarę stabilizowania się stosunków i ustalania granic Rzeczypospolitej obejmie ich ochronę pod względem gospodarczo-celnym. Projekt odnośnej ustawy sejmowej winien być przedstawiony na Radę Ministrów w jak najkrótszym czasie.

W połowie marca ówczesny minister skarbu Władysław Grabski wydał rozporządzenie powołujące do życia Straż Celną. Jej organizację powierzono naczelnemu inspektora ceł Wacławowi Dzierzgońskiemu, płk. Czesławowi Romiszewskiemu i Bolesławowi Heimrathcie.
Prace organizacyjne prowadzono w ramach poszczególnych dyrekcji ceł. Organizowany Korpus Straży Celnej składał się z funkcjonariuszy służby zawodowej. Przyjętą przez komisję kwalifikacyjną kadrę przygotowywały do służby granicznej dwie szkoły zorganizowane w Zambrowie i Wieluniu. Kandydat do Straży Celnej miał posiadać uregulowany stosunek do służby wojskowej. Preferowano pozostających w rezerwie podoficerów i oficerów Wojska Polskiego. Zdarzali się też szeregowi mający przynajmniej ukończoną szkołę podstawową.
Pod względem struktury organizacyjnej Korpus Straży Celnej dzielił się na inspektoraty, komisariaty i placówki graniczne. W Warszawie powstał Naczelny Inspektorat Straży Celnej podległy dyrektorowi departamentu ceł. W ramach utworzonej struktury organizacyjnej formacji granicę podzielono na odcinki. Kierowników inspektoratów miał prawo mianować minister skarbu, natomiast pozostałych dyrektorzy okręgowych dyrekcji ceł. Kierownikiem inspektoratu był zazwyczaj funkcjonariusz w stopniu inspektora lub starszego inspektora, kierownikiem komisariatu podkomisarz lub komisarz, kierownikiem placówki przodownik lub starszy przodownik.
Dla nadzoru nad Strażą Celną powołano naczelnego inspektora Straży Celnej, podległego bezpośrednio dyrektorowi departamentu ceł, a w terenie starszych inspektorów podległych dyrektorom okręgowych dyrekcji ceł. Inspektorat Naczelny oraz inspektoraty przy dyrekcjach ceł nie spełniali roli kierowniczej i rozkazodawczej w stosunku do placówek, komisariatów i inspektoratów granicznych. Sprawowali oni z ramienia władz celnych nadzór nad formacją i jej pododdziałami w terenie, czuwali nad wykonaniem przepisów i zarządzeń władz celnych i skarbowych wydanych w sprawach ochrony celnej granic.
Przy określaniu sposobów działania, zadań i struktury organizacyjnej Straży Celnej wzorowano się na byłej austriackiej straży skarbowej. Korpus Straży Celnej nie mając własnego ośrodka kierowania był zależny od centralnych i terenowych władz skarbowych i celnych. Jego zadania nie ograniczały się tylko do spraw granicznych, lecz także do ścigania przestępstw skarbowych i celnych oraz wykonywania funkcji pomocniczych w urzędach celnych i poza nimi. Strażnicy celni pełnili też służbę wartowniczą, konwojową lub dozoru na posterunkach celnych. Zadania mające związek z ochroną granicy często schodziły na plan dalszy.
Proces budowy nowej formacji napotykał od samego początku na duże trudności. Opóźnienia spowodowane były przede wszystkim skomplikowana sytuacją na froncie wschodnim. Dopiero klęska bolszewików pozwolił na kontynuację prac nad organizacją jednostek służby celnej. W okresie przejściowym, granicę północną, zachodnią i południową zabezpieczały Bataliony Wartownicze, którym na czas formowania się Straży Celnej zmieniono zakres obowiązków i nazwę na Bataliony Celne . Łącznie na granicy zachodniej i południowej utworzono dwadzieścia cztery inspektoraty graniczne oraz ponad sto czterdzieści komisariatów. Granicę te ochraniało w chwili powstania Straży Celnej około pięciu tysięcy jej funkcjonariuszy.
W Górze Kalwarii powołano do życia Centralną Szkołę Straży Celnej, gdzie organizowano fachowe szkolenie funkcjonariuszy.

## Straż Celna w ochronie granicy państwowej
Po zakończeniu formowania nowej formacji i przejęciu ochrony granicy od Batalionów Celnych, Straż Celna stacjonowała na całej granicy z Niemcami, Wolnym Miastem Gdańskiem, Czechosłowacją i Rumunią. Do czasu wejścia w życie rozporządzenia Ministra Skarbu z 29 stycznia 1926 roku jej funkcjonowanie oparte było na wydawanych doraźnie rozporządzeniach i okólnikach rządowych oraz zarządzeniach poszczególnych Dyrekcji Ceł. Powodowało to różnice w ochronie różnych odcinków granicy państwowej . Projekt ustawy O Straży Celnej z 1924 roku nie został uchwalony z powodu niezdecydowanego charakteru organizacji. Dopiero rozporządzeniem Ministra Skarbu z 29 stycznia 1926 roku O organizacji Straży Celnej nadano jej względnie jednolity charakter:

Straż Celna, powołana do celnej ochrony granic i zapobiegania nielegalnemu przekraczaniu granicy, jest organem władz celnych, podległych Ministrowi Skarbu […] Straż Celna tworzy umundurowany i uzbrojony korpus, zorganizowany pod względem dyscypliny na sposób wojskowy […], pełni służbę wzdłuż linii celnej, przy czym działalność jej nie może rozciągać się w głąb kraju, poza obszar powiatów granicznych.

Za jej zasadnicze zadania uznano: śledzenie i ujawnianie przemytnictwa i innych przekroczeń przepisów celnych, ściganie przestępstw podatkowych, wykonywanie wszelkich czynności w zakresie administracji skarbowej, wykonywanie strażniczej służby na placach celnych i służby konwojowej. Funkcjonariusze Straży Celnej wykonywali swoje funkcje wzdłuż linii granicznej oraz w pasie szerokości obszarów powiatów przygranicznych.
Do ich zadań należało: nadzorowanie granicznego ruchu towarowego i osobowego, śledzenie i ujawnianie przemytnictwa, wykonywanie innych czynności określonych w przepisach celnych, walutowych i przepisach o obrocie towarowym z zagranicą oraz stosowanie środków prawnych zmierzających do wdrożenia przewidzianego ustawą postępowania karnego, ściganie czynów karanych prawem przewidzianych w ustawach o podatkach spożywczych i monopolowych, o ile zostały wykryte przez funkcjonariuszy Straży Celnej w czasie wykonywania ich obowiązków służbowych, wykonywanie wszelkich innych czynności w zakresie administracji skarbowej zleconych przez władze przełożone.
Nastąpił też podział funkcjonariuszy Straży Celnej na urzędników wyższych i niższych. Urzędnicy wyżsi to: naczelny inspektor Straży Celnej, starszy inspektor Straży Celnej, inspektor Straży Celnej, starszy komisarz Straży Celnej, komisarz Straży Celnej, podkomisarz Straży Celnej. Urzędnicy niżsi to: starszy przodownik Straży Celnej, przodownik Straży Celnej, starszy strażnik Straży Celnej, strażnik celny.
Nadal brakowało polskiej ustawy o użyciu broni przez formacje graniczne. W tej materii obowiązywały trzy odrębne ustawodawstwa zaborcze. Były one tak trudne do właściwej interpretacji, że strażnik obawiał się użycia broni, nawet wobec bezpośredniego zagrożenia. Straż Celna miała być formacją zorganizowaną na wzór wojskowy, lecz nią do końca swego istnienia nie była. Brakowało jej przede wszystkim właściwej hierarchii przełożonych, wyposażonych w prawo rozkazywania i odpowiedzialnych za przebieg służby. Kończyła się ona na rozkazodawstwie inspektora granicznego. Inspektorzy graniczni nie byli podporządkowani wyższemu funkcjonariuszowi straży, lecz urzędnikom Dyrekcji Ceł.
Płace strażników nie osiągały stawek podoficera w armii. Przy braku własnych pomieszczeń straży, strażnik uzależniony był od tubylczej ludności. Zdarzały się wypadki, że strażników-służbistów, pod naciskiem elementów przestępczych, szykanowano usuwaniem z mieszkania wynajmowanego prywatnie lub w ogóle odmawiano wynajęcia mieszkania. Wadliwy był też system premiowania za przechwycony przemyt. Uzależniał on strażników od oceny urzędnika celnego, który to decydował arbitralnie o wysokości nagrody.
Straż była uzbrojona w kilkanaście typów karabinów z okresu I wojny światowej i niewielką liczbą pistoletów. Większość jednostek w terenie nie dysponowała środkami łączności przewodowej. Uniemożliwiało to koordynację akcji granicznych kilku placówek czy komisariatów. Prawie niemożliwe było też zorganizowanie współdziałania w pościgu z organami Policji Państwowej. Środkiem transportu inspektora granicznego była bryczka zaprzężona w parę koni. Czzyniło go bezradnym na podległym mu odcinku, gdy zachodziła potrzeba jego szybkiej interwencji.
Jednostka straży celnej odpowiadająca za ochronę wybrzeża morskiego dysponowała nieuzbrojonym kutrem „Strażnik I” o prędkości zaledwie 15 węzłów. Nie był on w stanie nikogo doścignąć ani zmusić do zatrzymania. Stał się wkrótce pośmiewiskiem morskich przemytników. Ze względu na brak łączności między lądem a kutrem nie było możliwości kierowania działaniami tej jednostki pływającej.
Jedną ze słabości organizacyjnych Straży Celnej był brak wyodrębnionych i wyspecjalizowanych struktur informacyjno-wywiadowczych. Działający skrycie przemytnicy działali w dobrze zorganizowanych i głęboko zakonspirowanych spółkach przemytniczych byli nieuchwytni dla strażników celnych występujących w sposób jawny i w mundurach. Wiadomości, jakimi dysponowali kierownicy jednostek organizacyjnych Straży Celnej o organizacji i zamiarach przemytników, były jedynie wyrywkowe.

## Reorganizacja Straży Celnej
Konsekwencje przewrotu majowego dokonanego przez Józefa Piłsudskiego w 1926 roku nie pozostały bez wpływu na dalszy rozwój koncepcji systemu ochrony granicy państwa. Na posiedzeniu Rady Ministrów 8 października 1926 roku prezes Rady Ministrów wysunął wniosek o zamianie nazwy Korpus Ochrony Pogranicza na Korpus Pogranicza. Zmiana ta była wyrazem przygotowywanej koncepcji przejęcia przez tę formację ochrony całości granic. Zamierzano pozbyć się dualizmu w ochronie granicy i przejąć od niepewnych politycznie elementów w Straży Celnej ochronę północnych, zachodnich i południowych rubieży państwa przez wojsko. Ze względu na nabrzmiałe stosunki z Niemcami i rozliczne na niej incydenty graniczne oraz napięte stosunki z Czechosłowacją postanowiono wprowadzić do ochrony granicy formację o charakterze wojskowym.
Realizując postanowienia Rady Ministrów, Sztab Główny WP rozpoczął przygotowanie założeń organizacyjnych. Planowano do 1 maja 1928 roku utworzenie dalszych pięciu brygad KOP, które objęłyby odcinki granicy południowej i zachodniej. Opracowana przez Sztab Główny koncepcja o powierzenie od 1 czerwca 1927 roku jednostkom KOP ochrony wszystkich granic państwa zarówno pod względem celnym, jak i politycznym, 8 kwietnia 1927 roku Rada Ministrów rozpatrzyła projekt rozporządzenia o przekazaniu Korpusowi Ochrony Pogranicza celnej ochrony granic państwa i po dyskusji odłożyła go do następnego posiedzenia.
Ujawnienie zamiaru objęcia przez KOP całości ochrony granic spowodowało wrzenie zarówno czynników wewnętrznych, jak i zewnętrznych. Zamiar postawienia na granicy zachodniej oddziałów wojskowych zaniepokoił między innymi rząd niemiecki. W kwietniu 1927 roku polskie Ministerstwo Spraw Zagranicznych złożyło rządowi niemieckiemu wyjaśnienia, stwierdzając, że: Ochronę pogranicza zachodniego powierza się KOP w celu unifikacji wszystkich granic Polski, umożliwi to lepsze strzeżenie granicy zachodniej, zapobiegnie przekraczaniu jej przez szpiegów, przemytników oraz położy tamę incydentom. KOP nie wchodzi w skład armii, jest to organizacja swoista straży pogranicznej oparta na dyscyplinie wojskowej, podległa Ministrowi Spraw Wewnętrznych.
Zastąpienie Straży Celnej Korpusem Ochrony Pogranicza znalazło także wielu oponentów wewnątrz kraju. Wobec wagi problemu została podjęta wówczas „narodowa dyskusja” na temat ten temat. Głównym argumentem przeciwko wprowadzeniu korpusu na pozostałe granice była trudna sytuacja finansowa państwa. Nie bez znaczenia była też niekorzystna perspektywa społeczna. Funkcjonariuszom Straży Celnej groziło w większości bezrobocie. Oceniano, ze reforma dotknie sześć tysięcy funkcjonariuszów Straży Celnej, co wraz z ich rodzinami da blisko trzydzieści tysięcy ludzi, zagrożonych w swoim bycie. Organizacja Korpusu Pogranicza na przedstawionych zasadach nie miała też jednoznacznego poparcia w Sztabie Głównym. Mnożyły się pytania i stwierdzenia: […] skąd wziąć dodatkowe konie, obecnie wojsko ma braki, gospodarka cierpi? Skąd wziąć po 4 tysiące szeregowych rocznie, podoficerów można zdobyć, jest dużo chętnych, sam KOP by się uzupełnił lub […] nie twierdzę, że KOP niepotrzebny, przeciwnie, ale nie mogę robić ofiar z armii.
W marcu 1927 roku Senat podjął następującą uchwałę: Senat wzywa rząd, aby zaniechał zamiarów utworzenia Korpusu Ochrony Pogranicza na granicy zachodniej państwa. W zamian za to winien wzmóc działalność Straży Celnej w kierunku uniemożliwienia nielegalnego wwozu do kraju towarów obcych, a końcu marca na wniosek komisji budżetowej z kolei Sejm podjął podobną uchwałę: Sejm wzywa rząd, aby połączył instytucje skarbowe ze Strażą Celną w jeden Korpus Straży Skarbowej zorganizowany na sposób wojskowy.
Ostatecznie wnioski natury politycznej i ekonomicznej, a także reakcje państw sąsiadujących z Polską, zadecydowały o zaniechaniu koncepcji objęcia całości granic przez Korpus Ochrony Pogranicza. Zdecydowano natomiast w miejsce Straży Celnej utworzyć dobrze zorganizowany na wzór wojskowy, Korpus Straży Granicznej, podległy bezpośrednio ministrowi skarbu. Część już przygotowanych w ramach poprzedniej koncepcji pododdziałów KOP wykorzystano dla „zamknięcia” obu skrzydeł granicy wschodniej. Utworzone jednostki w 1927 roku objęły służbę na suwalskim odcinku granicy polsko-pruskiej i na polsko-rumuńskiej wzdłuż Dniestru. Pozostałe odcinki granicy północnej, zachodniej i południowej ochraniać miała formacja cywilna, zorganizowana na wzór wojskowy.
Rozporządzeniem ministra skarbu z 30 czerwca 1927 roku powoływało Naczelny Inspektorat Straży Celnej podległy nie jak dotąd dyrektorowi departamentu ceł, lecz bezpośrednio ministrowi skarbu. Jego zadaniem było sprawowanie zarządu nad Korpusem Straży Celnej w zakresie organizacyjnym, osobowym, wyszkolenia, zaopatrzenia materiałowego, a ponadto kierownictwo i nadzór nad całością operacyjną służb granicznych w oddziałach.
Struktura Straży Celnej po przeprowadzonej reorganizacji przedstawiała się następująco: najwyższą instancją był Naczelny Inspektorat Straży Celnej podległy Ministerstwu Skarbu, Naczelnemu Inspektoratowi podlegało pięć inspektoratów okręgowych w Ciechanowie, Kościerzynie, Katowicach, Poznaniu i w Sanoku. Komórkami niższego stopnia były według kolejności: inspektoraty graniczne, komisariaty i placówki graniczne.
Zniesiono instytucje starszych inspektorów Straży Celnej, istniejące przy dyrekcjach ceł i powołano na ich miejsce Inspektoraty Okręgowe Straży Celnej podległe bezpośrednio naczelnemu inspektorowi Straży Celnej w Warszawie. Pozbawiono w ten sposób dyrekcje ceł sprawowania funkcji kierowniczej nad placówkami Straży Celnej w terenie. Funkcje kierownicze nad inspektoratami, komisariatami i placówkami granicznymi stały się kompetencjami inspektorów okręgowych. Zmieniono także podział granicy na odcinki zbieżne z granicami poszczególnych zaborów. Odtąd odcinki granic inspektoratów okręgowych nie pokrywały się z ich granicami.
Odcinek graniczny strzeżony dotąd przez Suwalski Inspektorat Straży Celnej przejął z dniem 15 listopada 1927 roku batalion KOP „Suwałki”. Pozostałą granicę polsko-niemiecką, polsko-gdańską i Wybrzeże podzielono na cztery odcinki, tworząc inspektoraty okręgowe: Mazowiecki, Pomorski, Wielkopolski i Śląski. Mazowiecki Inspektorat Okręgowy Straży Celnej przekazał na rzecz KOP odcinek graniczny w rejonie Suwalszczyzny oraz Śląskiemu Inspektoratowi Okręgowemu odcinek graniczny na obszarze od Słomianowie do Łęgów i przyjął nowy odcinek przekazany mu przez Poznańską Dyrekcję Ceł w rejonie Prus Wschodnich na obszarze od Papłówka do Wisły w okolicach Małego Wałcza.
W wyniku reorganizacji Korpus Straży Celnej zmieniał nie tylko swą strukturę, ale także cele i zadania. Rozkaz nr 1 naczelnego inspektora płk. Pasławskiego z lipcu 1927 roku stwierdzał między innymi:

Jesteście formacją powołaną do obrony interesów skarbu państwa i z tego powodu skrupulatne wykonywanie wszelkich przepisów oraz wymagań stawianych przez właściwe władze musi być waszym codziennym zadaniem. Równocześnie wy, którym społeczeństwo dało broń do rąk, na równi z armią musicie poczuć się i stać się częścią sił zbrojnych Rzeczypospolitej. Jak najdalsi od zamiarów napastniczych, pamiętać jednak musimy, że niejeden z naszych sąsiadów nie pogodził się dotąd z nową mapą Europy i knuje nadal myśl o odwecie. Naród nasz nie posiadając niczego cudzego musi być gotów do rzucenia wszystkich swych sił w obronie świętych praw i swych granic. Do zaszczytnego tego zadania powołani są wszyscy Polacy, ale przede wszystkim istniejące zwarte i zdyscyplinowane formacje, które już w czasie pokoju pełnią ważną służbę w ochronie granic państwa.

Nie wolno było odtąd używać funkcjonariuszy Straży Celnej do żadnych innych służb poza służbą graniczną lub mającą z nią ścisły związek.
Wobec zagrożenia ze strony Niemiec, rozważano też możliwość zastąpienia Straży Celnej zorganizowanym na wzór granicy wschodniej Korpusem Ochrony Pogranicza. Nastąpiłaby w ten sposób unifikacja dotychczas istniejącego dwupodziałowego i odmiennego zarówno pod względem struktury organizacyjnej, jak i celów i zadań systemu ochrony granic. Wobec krytyki tego pomysłu zarówno przez czynniki wewnętrzne, jak i zewnętrzne, zrezygnowano z tej koncepcji. W połowie 1927 roku ustalono jednak, że dotychczasowy system zabezpieczenia granicy zachodniej i południowej musi ulec stopniowemu, ale gruntownemu przeformowaniu wraz z istniejącym Korpusem Straży Celnej.

## Umundurowanie Straży Celnej
Ostatni przepisy mundurowe Straży Celnej określone zostały w Dzienniku Ustaw RP 1928 nr 25, poz. 223 z 8 lutego 1928 roku. Miały obowiązywać od 7 marca 1928. Jako zasadniczą barwę munduru przyjęto kolor khaki i srebrno oksydowane oznaki stopni. Czapki okrągłe typu angielskiego z daszkiem czarnym, okutym białą oksydowaną blachą, z czarną rzemienną podpinką i ciemnozielonym otokiem. Nad otokiem przyczepiony srebrny oksydowany orzeł osadzony na uproszczonej tarczy, zbliżonej kształtem do greckiej „pelty”. Funkcjonariusze wyżsi mieli wokół krawędzi denka czapki wypustkę ciemnozieloną i daszek czapki z czarnej skóry lakierowanej, a pod orłem srebrną oksydowaną kokardę. funkcjonariusze niżsi mieli nosić kurtki z kieszeniami wcinanymi, a na ciemnozielonych patkach kołnierza metalowy oksydowany orzeł wz. 1927 umieszczony w trójkątnej, ażurowej tarczy. Poza tarcze wychodziły stylizowane gałązki palmowe. W czasie służby strażnik celny nosił numer instalacyjny w postaci białych oksydowanych cyfr arabskich na ciemnozielonej patce. Na naramiennikach umieszczono białe oksydowane rzymskie cyfry metalowe oznaczające przynależność do okręgowego inspektoratu.
Funkcjonariusze wyżsi używać mieli kurtek kroju francuskiego frencza z naszywanymi kieszeniami. Na patkach kołnierza odznaka była haftowana białą oksydowaną nicią. Obie grupy nosiły płaszcz dwurzędowy z naramiennikami. W rogach kołnierza naszyte były ukośnie paski koloru ciemnozielonego. Płaszcze funkcjonariuszy wyższych miały kieszenie były ukośne, a naramienniki bez cyfr. Spodnie: bryczesy do butów oraz długie do trzewików. Pas główny rzemienny, ciemnobrązowym. Ponadto funkcjonariusze wyżsi z paskiem pomocniczym przełożonym przez ramię.
Oznakami stopni służbowych miały być srebrne, oksydowane galony oraz gwiazdki na ciemnozielonych patkach naszywanych na zewnętrzne strony obu rękawów kurtki i płaszcza. Dla podkomisarza SC przewidziano jedną haftowaną gwiazdkę pięciopromienną, dla komisarza SC – dwie, a dla starszego komisarza SC – trzy. Dla inspektora SC przewidziano patki obszyte galonem z jedną gwiazdką. Strażnik celny nie miał żadnych oznak, starszy strażnik celny na patce, prostopadle do jej długości naszyty jeden galon, przodownik SC – dwa galony, a starszy przodownik SC – trzy galony.

## Funkcjonariusze Straży Celnej
Naczelni inspektorzy Straży Celnej
- gen. dyw. Januariusz Cichowicz (15 III 1922 – 31 V 1927)
- płk Stefan Pasławski (31 V 1927 – 1 IV 1928)

## Struktura organizacyjna Straży Celnej
Struktura organizacyjna Straży Celnej w 1925 roku:
- Dyrekcja Ceł w Warszawie
  - Inspektorat Straży Celnej „Praszka”
  - Inspektorat Straży Celnej „Chorzele”
  - Inspektorat Straży Celnej „Grajewo”
- Dyrekcja Ceł w Wilnie
  - Inspektorat Straży Celnej „Suwałki” (teren dawnej Guberni Suwalskiej)[15]
- Dyrekcja Ceł w Poznaniu
  - Inspektorat Straży Celnej „Działdowo”
  - Inspektorat Straży Celnej „Grudziądz”
  - Inspektorat Straży Celnej „Wejherowo”
  - Inspektorat Straży Celnej „Kościerzyna”
  - Inspektorat Straży Celnej „Chojnice”
  - Inspektorat Straży Celnej „Chodzież”
  - Inspektorat Straży Celnej „Międzychód”
  - Inspektorat Straży Celnej „Leszno”
  - Inspektorat Straży Celnej „Ostrów”

- Dyrekcja Ceł w Mysłowicach
  - Inspektorat Straży Celnej „Tarnowskie Góry”
  - Inspektorat Straży Celnej „Rybnik”
  - Inspektorat Straży Celnej „Cieszyn” (Bielsko)
- Dyrekcja Ceł we Lwowie
  - Inspektorat Straży Celnej „Żywiec”
  - Inspektorat Straży Celnej „Sącz”
  - Inspektorat Straży Celnej „Dukla”
  - Inspektorat Straży Celnej „Sambor”
  - Inspektorat Straży Celnej „Dolina”
  - Inspektorat Straży Celnej „Worochta”
  - Inspektorat Straży Celnej „Śniatyn”
  - Inspektorat Straży Celnej „Zaleszczyki”

Ogółem w 1925 roku Straż Celna liczyła dwadzieścia cztery inspektoraty i ponad sto czterdzieści komisariatów z obsadą 6967 ludzi.
Struktura organizacyjna Straży Celnej w 1927 roku (po reformie) 
Naczelny Inspektorat Straży Celnej w Warszawie
- Mazowiecki Inspektorat Okręgowy Straży Celnej w Ciechanowie
  - Inspektorat Graniczny Straży Celnej „Chorzele”
  - Inspektorat Graniczny Straży Celnej „Działdowo”
  - Inspektorat Graniczny Straży Celnej „Grajewo”
  - Inspektorat Graniczny Straży Celnej „Grudziądz”
- Pomorski Inspektorat Okręgowy Straży Celnej w Czersku
  - Inspektorat Graniczny Straży Celnej „Chojnice”
  - Inspektorat Graniczny Straży Celnej „Gniew”
  - Inspektorat Graniczny Straży Celnej „Kościerzyna”
- Wielkopolski Inspektorat Okręgowy Straży Celnej w Poznaniu
  - Inspektorat Graniczny Straży Celnej „Chodzież”
  - Inspektorat Graniczny Straży Celnej „Leszno”
  - Inspektorat Graniczny Straży Celnej „Międzychód”
- Śląski Inspektorat Okręgowy Straży Celnej w Katowicach
  - Inspektorat Graniczny Straży Celnej „Cieszyn”
  - Inspektorat Graniczny Straży Celnej „Piaśniki”
  - Inspektorat Graniczny Straży Celnej „Praszka”
  - Inspektorat Graniczny Straży Celnej „Rybnik”
  - Inspektorat Graniczny Straży Celnej „Tarnowskie Góry”
- Małopolski Inspektorat Okręgowy Straży Celnej w Sanoku
  - Inspektorat Graniczny Straży Celnej „Dolina”
  - Inspektorat Graniczny Straży Celnej „Worochta”
  - Inspektorat Graniczny Straży Celnej „Żywiec”
- Centralna Szkoła Straży Celnej w Górze Kalwarii